# Сеть партнёрских программ
Сеть партнёрских программ (англ. Affiliate network) — выступает в роли посредника между партнёрами (вебмастерами) и партнёрской программой Интернет-магазина или продавца. Партнёрам удобно работать через сеть партнёрских программ, так как она агрегирует предложения из многих программ, предоставляя им возможность быстро подобрать подходящие для своего сайта. Интернет-магазинам сеть дает возможность получить широкий охват аудитории партнёров без необходимости рекламировать свою партнёрскую программу напрямую. Сети партнёрских программ обычно берут себе небольшой процент от сделки между вебмастерами и рекламодателями.